# Athetis funesta
Athetis funesta är en fjärilsart som beskrevs av Otto Staudinger 1888. Athetis funesta ingår i släktet Athetis och familjen nattflyn. Inga underarter finns listade i Catalogue of Life.